# Moïse Brou Apanga
Moïse Brou Apanga est un footballeur ivoirien puis gabonais né le 4 février 1982 à Abidjan (Côte d'Ivoire) et mort le 26 avril 2017 à Libreville (Gabon).

## Biographie
Moïse Brou Apanga commence le football à Abidjan puis part en Roumanie à l'âge de 15 ans avant d'arriver en Italie à l'âge de 18 ans. Il se retrouve alors sans club après une longue blessure et revient à Abidjan avant de signer au FC 105 Libreville.
Entre 2006 et 2008, il joue au FC 105 Libreville, club de première division du championnat du Gabon.
En août 2008, il signe un contrat de deux ans avec le Stade brestois en Ligue 2.
En mai 2010, il prolonge son contrat avec le Stade brestois de trois ans et évoluera en Ligue 1 avec son club pendant la saison 2010-2011,. Il constitue avec Ahmed Kantari la charnière centrale de la défense brestoise.
Il ne dispute aucun match de championnat lors de la saison 2011-2012 en raison de blessures.
Le 5 octobre 2012, il résilie son contrat avec le Stade brestois et s'engage avec le club gabonais de MangaSport.

### Mort
Moïse Brou Apanga est mort le 26 avril 2017 lors d'un entraînement avec son club, des suites d'une crise cardiaque, à Libreville (Gabon),.

## Sélection nationale
Moïse Brou Apanga évolue en équipe du Gabon de football. Ivoirien d'origine, il fut naturalisé gabonais et sélectionné pour la première fois en 2007 par Alain Giresse, alors qu'il jouait au FC 105 Libreville.
Il est titulaire de 35 sélections et 1 but avec l'équipe du Gabon de football.
Il a notamment participé avec l'équipe du Gabon aux éliminatoires de la coupe du monde 2010 et au  premier tour de la CAN 2010.
Il dispute la CAN 2012 qui s'achève par une défaite en quarts de finale contre le Mali.

### Buts internationaux
| no | Date        | Sélection | Lieu                                | Adversaire | Évolution du score | Résultat | Compétition                       |
| -- | ----------- | --------- | ----------------------------------- | ---------- | ------------------ | -------- | --------------------------------- |
| 1  | 6 juin 2009 | -         | Stade Omar Bongo, Libreville, Gabon | Togo       | 3 - 0              | 3 - 0    | Eliminatoires Coupe du monde 2010 |

## Palmarès
- Champion du Gabon 2006-2007 (FC 105 Libreville)

## Statistiques
| Saison      | Club              | Pays   | Championnat | Championnat | Championnat | Championnat  | Championnat  | Coupe de France | Coupe de France | Sélection Gabon | Sélection Gabon |
| Saison      | Club              | Pays   | Division    | Matchs      | Buts        | Cartons      | Cartons      | Matchs          | Buts            | Matchs          | Buts            |
| ----------- | ----------------- | ------ | ----------- | ----------- | ----------- | ------------ | ------------ | --------------- | --------------- | --------------- | --------------- |
| Saison      | Club              | Pays   | Division    | Matchs      | Buts        | Carton jaune | Carton rouge | Matchs          | Buts            | Matchs          | Buts            |
| 2006 - 2007 | FC 105 Libreville | Gabon  | Division 1  | -           | -           | -            | -            | -               | -               | 2               | 0               |
| 2007 - 2008 | FC 105 Libreville | Gabon  | Division 1  | -           | -           | -            | -            | -               | -               | 6               | 0               |
| 2008 - 2009 | Stade brestois    | France | Ligue 2     | 22          | 1           | 1            | 0            | 3               | 0               | 7               | 1               |
| 2009 - 2010 | Stade brestois    | France | Ligue 2     | 31          | 4           | 3            | 0            | 1               | 0               | 5               | 0               |
| 2010 - 2011 | Stade brestois    | France | Ligue 1     | 30          | 0           | 1            | 0            | 1               | 0               | 5               | 0               |
| 2011 - 2012 | Stade brestois    | France | Ligue 1     | 0           | 0           | 0            | 0            | 0               | 0               | 4               | 0               |

Au 17 mai 2012
Source: LFP (Ligue de Football Professionnel)